# Variations Acousmatiques
Variations Acousmatiques és una obra de Denis Dufour composta al 2011 a l'estudi del compositor a París 19 amb l'ajuda de Thomas Brando i Hamish Hossain. Està composta mitjançant ordinador i processament digital tot i que es limita a usar només les tècniques de processat que usaven els primers compositors francesos de Musique concrète que sols disposaven de tecnologia analògica. Dufour utilitza aquestes tècniques, però gràcies als mitjans digitals dels que disposa, és capaç de durl-les a l'extrem. La obra va ser estrenada el 18 de febrer del 2012 a Tokio durant el festival CMC 2012 de Yuki Otsuka en el acousmonium ACSM116.

## Context estètic i musical
És podria dir que la obra de Denis Dufour és el seguiment contemporani de la Musique concrete, un tipus de composició musical que apareix a França entre els anys 30 i que utilitza sons gravats com a matèria primera del muntatge electrònic. En aquestes composicions, com podem comprovar al escoltar Variations Acousmatiques, s'utilitzen sons derivats d'enregistraments d' instruments musicals, la veu humana i l'entorn natural. Les composicions en aquest idioma no es limiten a les regles musicals normals de la melodia, harmonia, ritme, mesurador, etc. Explota l'escolta acousmàtica, és a dir, les identitats de so sovint es poden ocultar intencionadament o semblar desconnectades de la seva causa d'origen. Originalment contrastada amb l'electrònica "pura" Musik (basada exclusivament en la producció i manipulació de sons produïts electrònicament en lloc de sons gravats), Pierre Schaeffer va desenvolupar les bases teòriques de la música concrète com a pràctica compositiva, a principis dels anys quaranta. Des de finals dels anys seixanta, i particularment a França, el terme música acousmàtica (musique acousmatique)) va començar a utilitzar-se en referència a composicions de mitjans fixos que utilitzaven tècniques basades en la música concreta i espacialització en directe del so.

## Estructura de l'obra
És tracta de un tema i variacions. La durada total de la peça és de 14' 26" i cada secció és una variació del tema principal, el qual apareix durant els primers 66 segons.Tots els sons són acústics, és a dir, no utilitza so sintètic, sent així fidel a les característiques estilístiques del gènere. Encadena processos extrets directament del gènere instrumental: moviment retrògrad, modulació, segmentació, augment i disminució, variacions, ... .
En l'exposició del tema podem percebre una temàtica barroca i agitada, sons que són fàcilment memoritzables, molt característics de l'estil "morfològic" de Denis Dufour. Escoltant els sons (alguns dels quals són referències al repertòri instrumental) semblen identificables, malgrat les transformacions sonores.
La segona variació comença utilitzant els mateixos sons que la primera però amb diferents processats i diferents formes de transició entre ells. A partir d'aquí, podrem escoltar com cada variació parteix dels mateixos "objectes sonors" però exposats d'una diferent forma. En les ultimes variacions utilitza molt el contrast so i silenci per trencar amb el dinamisme que és ja intrínsec tenen les frases sonores.
En total hi ha onze variacions.

## Tècniques que utilitza
Com s'ha esmentat, Dufour segueix la tradició de Musique concrète i, és per això, que utilitza una sèrie de tècniques que ja utilitzaven compositors com Pierre Schaeffer o Piere Henry durant l'era de la música electrònica analògica: Espaialització, reproducció accelerada o ralentitzada del so, reverb, filtres i molta edició i muntatge. Alguns d'aquests efectes, com l'edició, és evidentment digital, ja que és tan exagerada que seria impossible de fer en analògic. Juga també molt en la espacialització per aconseguir molt dinamisme en els sons. La manera amb que els mou de banda a banda en algunes ocasions, com en l'inici de la peça, pot arribar a generar una sensació de mareig. La manera amb la que aconsegueix fer les transicions entre els sons és excepcional. Són sons amb poc processat i que, per tan, són identificables i distingibles. Constantment es transformes entre ells sense que puguis identificar auditivament com s'ha fet la transició. Mitjançant només algunes simples tècniques de processat aconsegueix una perfecte morfosi de sons i un fraseig i contrapunt molt dinàmic.